# Urle
Urle – wieś w Polsce położona w województwie mazowieckim, w powiecie wołomińskim, w gminie Jadów. Ma status sołectwa.
W latach 1930–1939 siedziba gminy Urle. W latach 1975–1998 miejscowość położona była w województwie siedleckim.
Wieś została założona w drugiej połowie XVIII w. na uroczysku Orle w Puszczy Kamienieckiej. Od połowy XIX w była to popularna miejscowość letniskowa, położona nad rzeką Liwiec, w pobliżu Łochowa i Tłuszcza.
Przystanek kolejowy obsługiwany obecnie przez Koleje Mazowieckie na linii kolejowej nr 6 Zielonka – Kuźnica Białostocka, powstały po otwarciu Kolei Warszawsko-Petersburskiej w 1862 r. pomagał w rozwoju tego letniska.

Urle, wieś, pow. radzymiński. Na obszarze lasów przyległych do tej wsi a stanowiących własność hr. Zamojskiego [...], pobudowano wille i domki przeznaczone na letni pobyt mieszkańców Warszawy. Kolej warsz.-petersburska, której tor przecina te lasy, urządziła tu przystanek zw. Platformą hr. Zamojskiego, odl. 45 wiorst od Warszawy. Około 4000 osób zamieszkuje tu w letnich miesiącach.

W XX w. powstały tu ośrodki wypoczynkowe Telewizji, Telekomunikacji, PKP.
Na terenie miejscowości powstało w 2002 roku Liceum Ogólnokształcące im. Bitwy Warszawskiej 1920 roku. Jest to jedyna w Powiecie Wołomińskim i jedna z nielicznych w Polsce koedukacyjna szkoła o charakterze wojskowym.
Urle leżą w otoczeniu lasów sosnowych, od wschodu ich granicą jest rzeka Liwiec. Do ciekawych miejsc we wsi należy usytuowana na skraju lasu przy ul. 1 Maja symboliczna mogiła żołnierzy francuskich zmarłych tu w 1945 roku. Obok niej znajduje się samotna mogiła Włocha Danilo Slaviero, również symboliczna. W latach 60 XX w. ich szczątki przeniesiono w bliżej nieznane miejsce (jest prawdopodobne, że po ekshumacji wróciły do ojczystych krajów). Do Urli przywieziono na początku 1945 jeńców z wyzwolonych obozów jenieckich. Byli to Francuzi, Anglicy, Jugosłowianie, Grecy. Umieszczono ich w pustych wówczas domach letniskowych w celu rekonwalescencji. Część z nich nie doczekała powrotu do domów i zmarła w Urlach.
W Urlach stoi kilka zabytkowych budynków drewnianych z początku XX w., kiedy to miejscowość była znanym miejscem wypoczynku.
Od nazwy miejscowości pochodzi nazwa Leśnictwa Urle należącego do Nadleśnictwa Łochów. Siedziba tego leśnictwa zlokalizowana jest w sąsiednich Borzymach.

## Parafia
We wsi (a dokładnie już na terenie sąsiedniego sołectwa Borzymy przy ulicy Pięknej 8) znajduje się kościół parafialny Matki Bożej Częstochowskiej. Parafia wchodzi w skład dekanatu jadowskiego diecezji warszawsko-praskiej.
Już w końcu XIX w. hrabia Zamoyski ufundował w jednym z drewnianych domów powstającego letniska kaplicę Niepokalanego Poczęcia NMP obsługiwaną przez duchowieństwo z parafii Jadów. Od czerwca 1964 kapłan zaczął rezydować na stałe w Urlach.
W 1974 ks. Tadeusz Armijak wykorzystując pozwolenie na remont kapitalny dotychczasowej kaplicy rozpoczął budowę obecnego kościoła według przygotowanych przez siebie i parafian planów. Ponieważ został przekroczony zakres pozwolenia władze nakazały rozbiórkę postawionych murów. Dopiero wiosną 1976 uzyskano pozwolenie na dalszą budowę pod warunkiem wykonania planów. Pierwsza Msza Św. w nowej świątyni była odprawiona w uroczystość odpustową, 26 sierpnia 1977.
W 1977 został utworzony w Urlach samodzielny ośrodek duszpasterski. 9 lipca 1978 ks. Prymas Stefan Wyszyński poświęcił kościół a 15 października 1978 erygował przy nim nową parafię.

## Galeria zdjęć

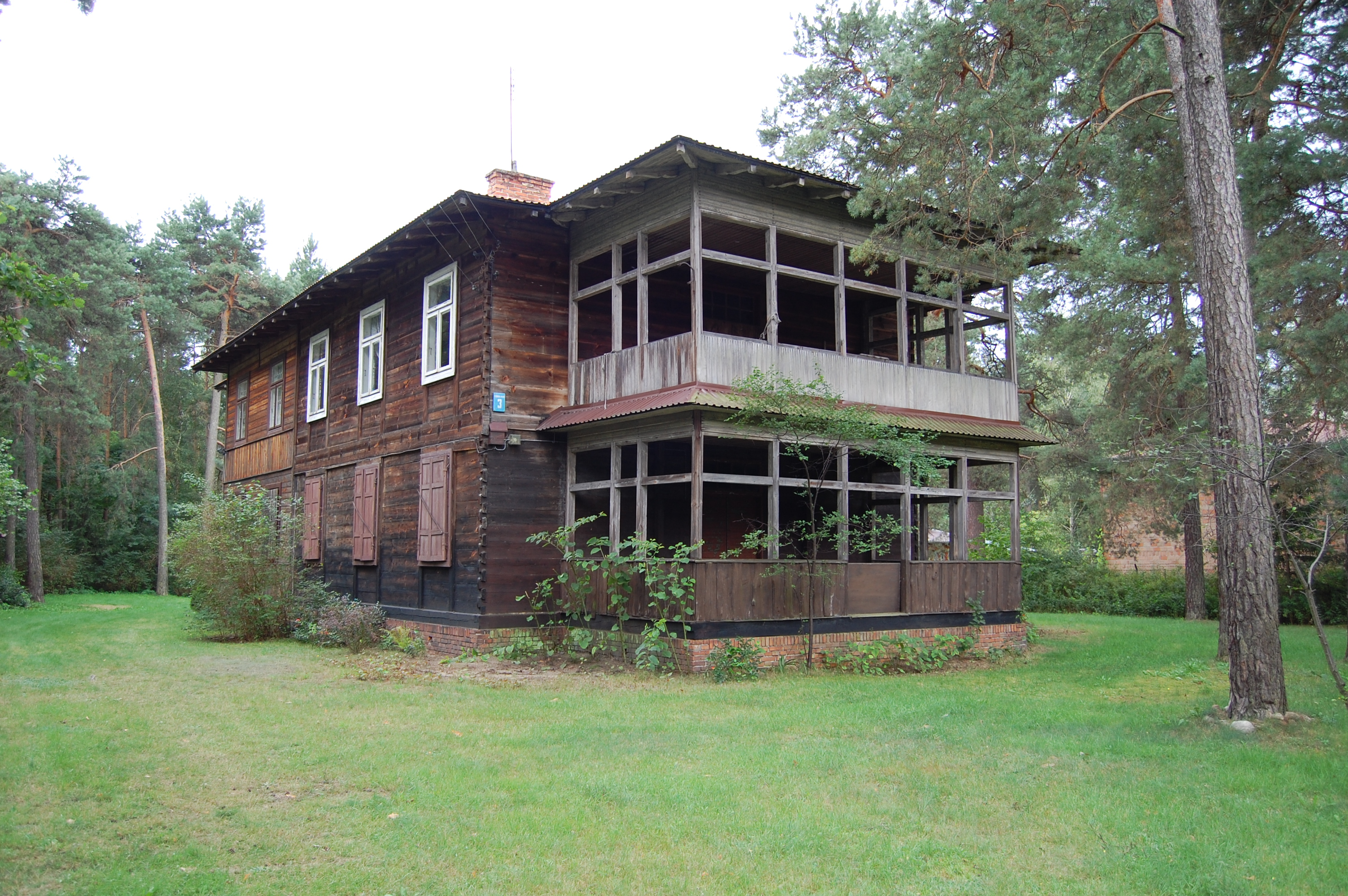
Drewniana zabudowa letniskowa
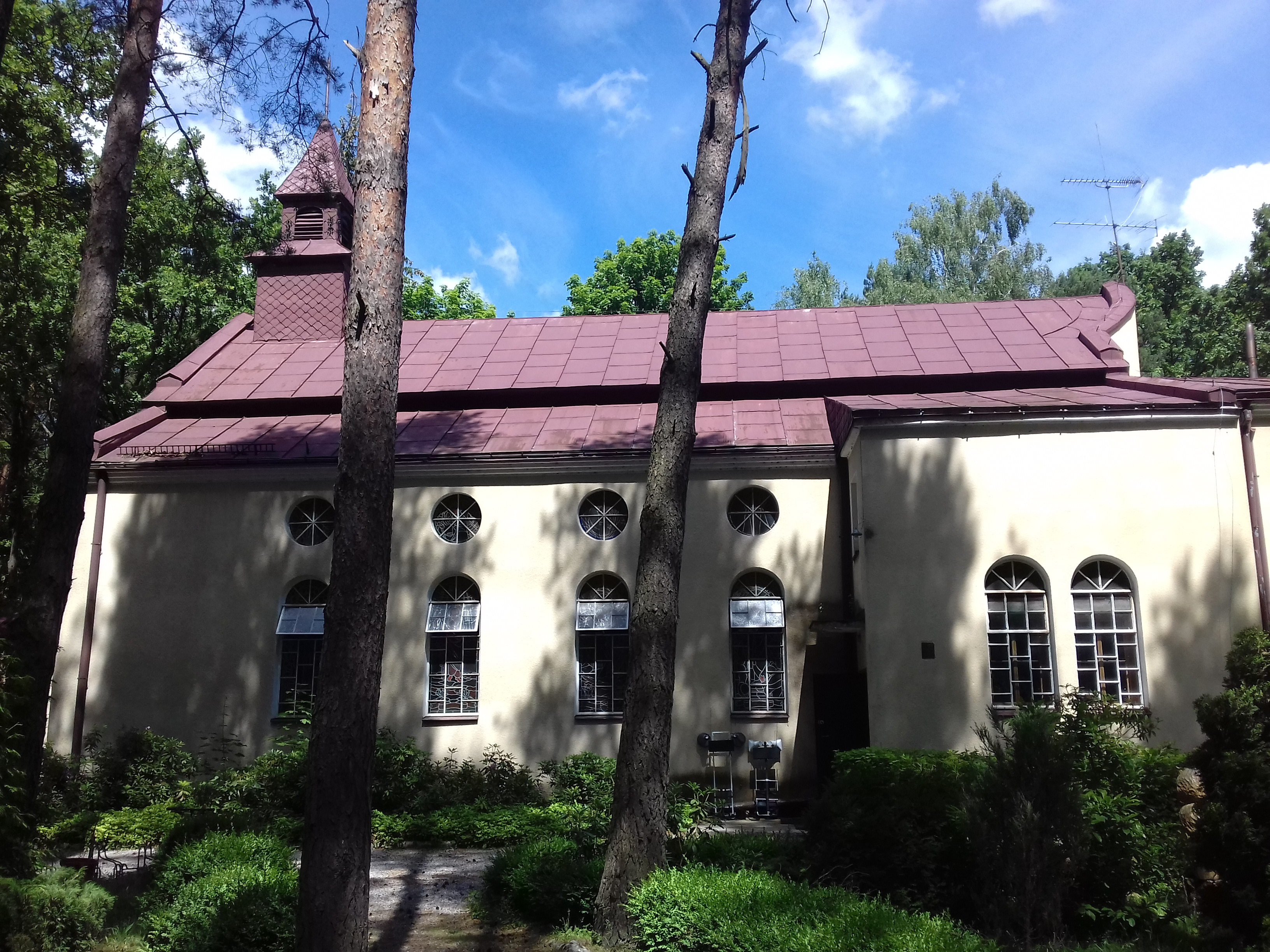
Kościół parafialny w (Borzymach)
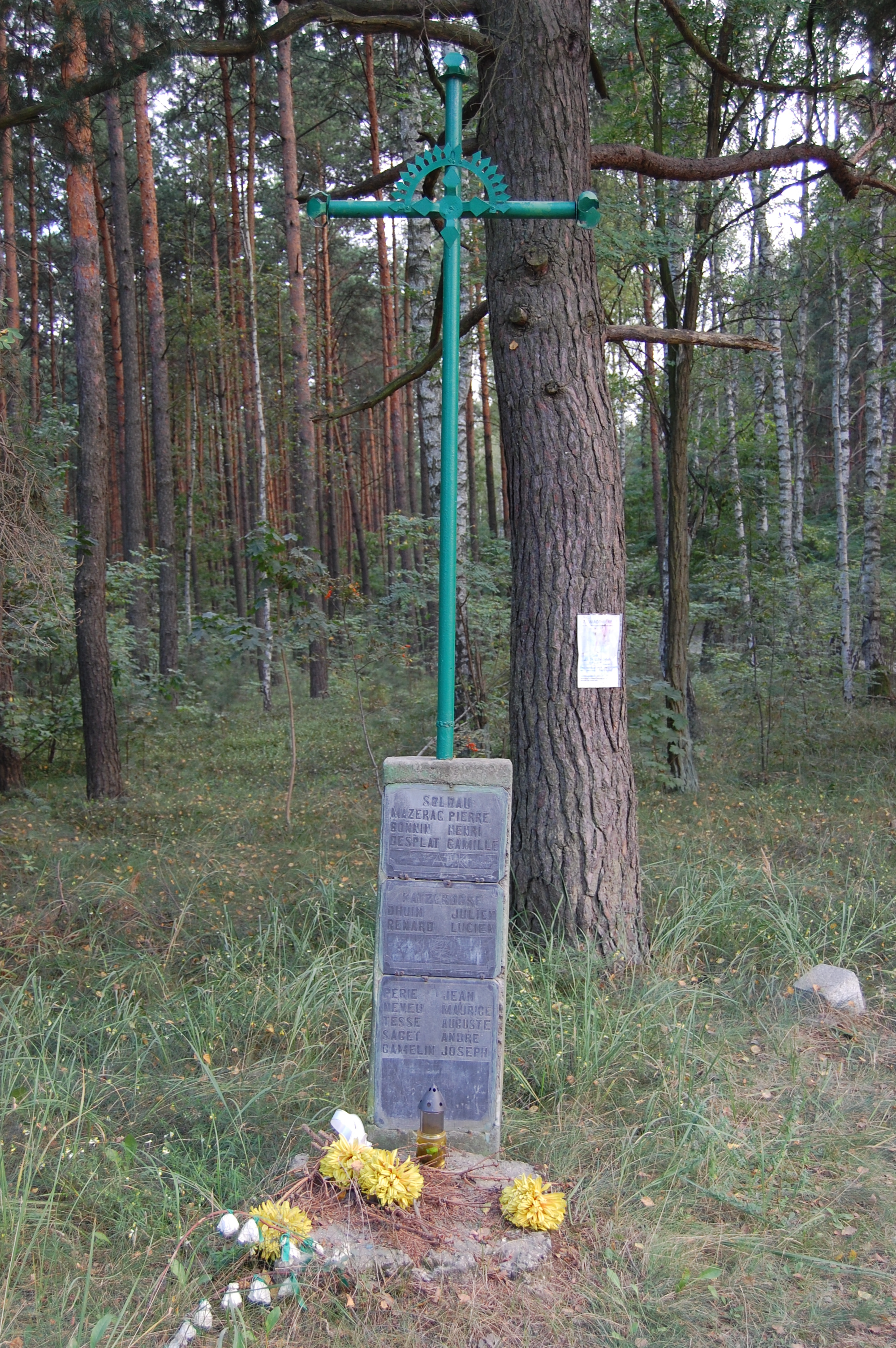
Grób Francuzów przy drodze
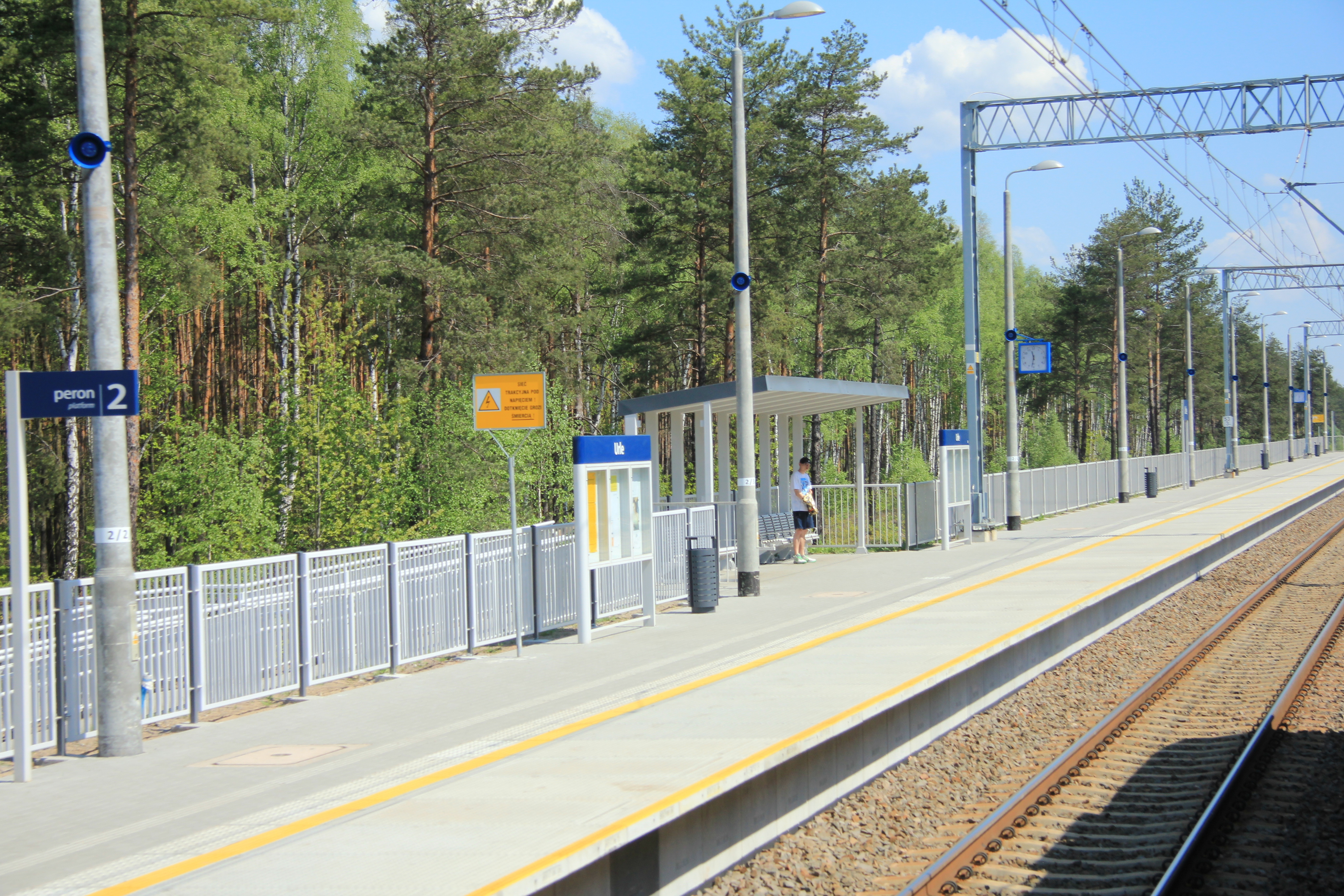
Przystanek kolejowy Urle
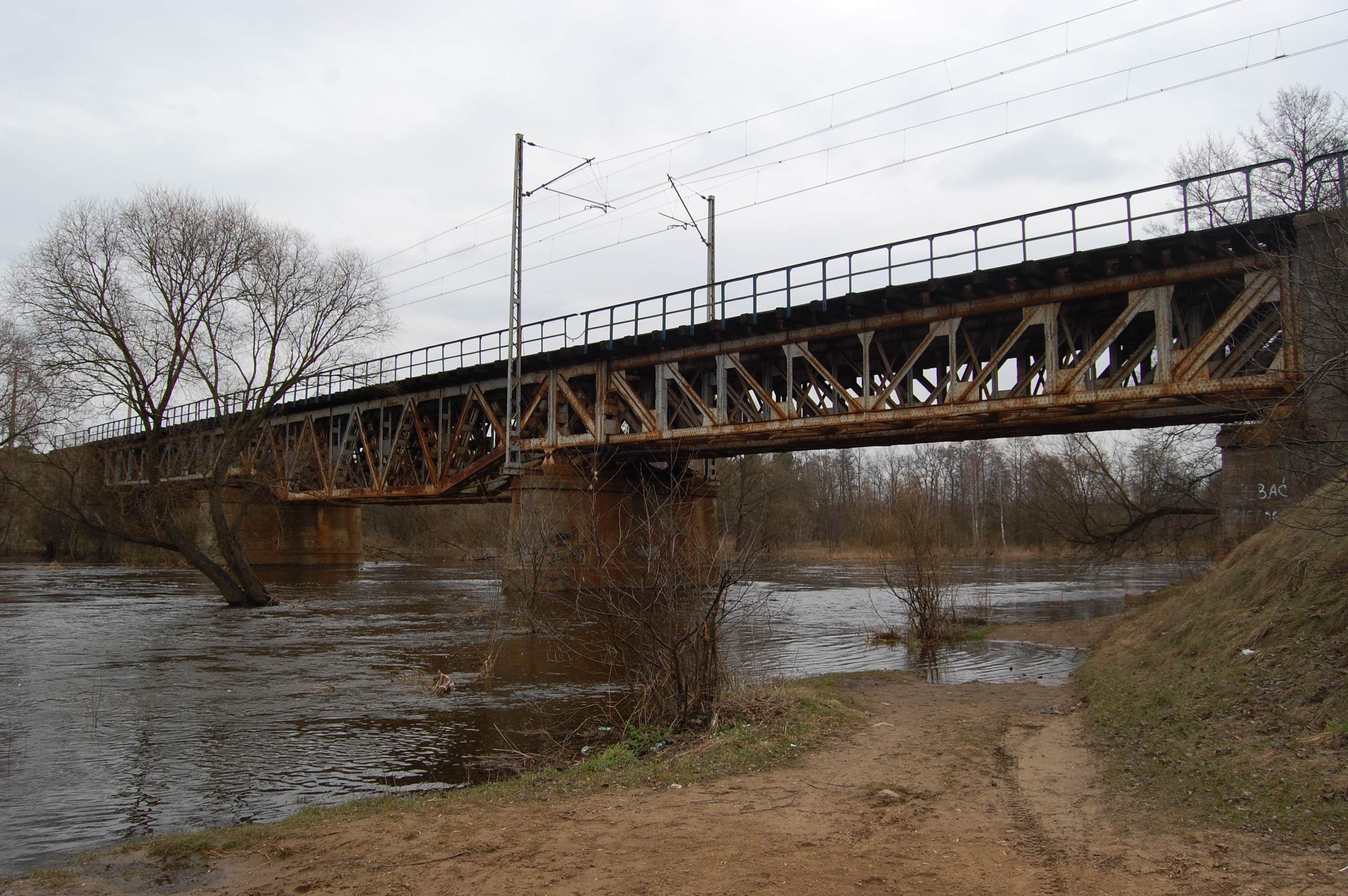
Dawny most kolejowy na rzece Liwiec
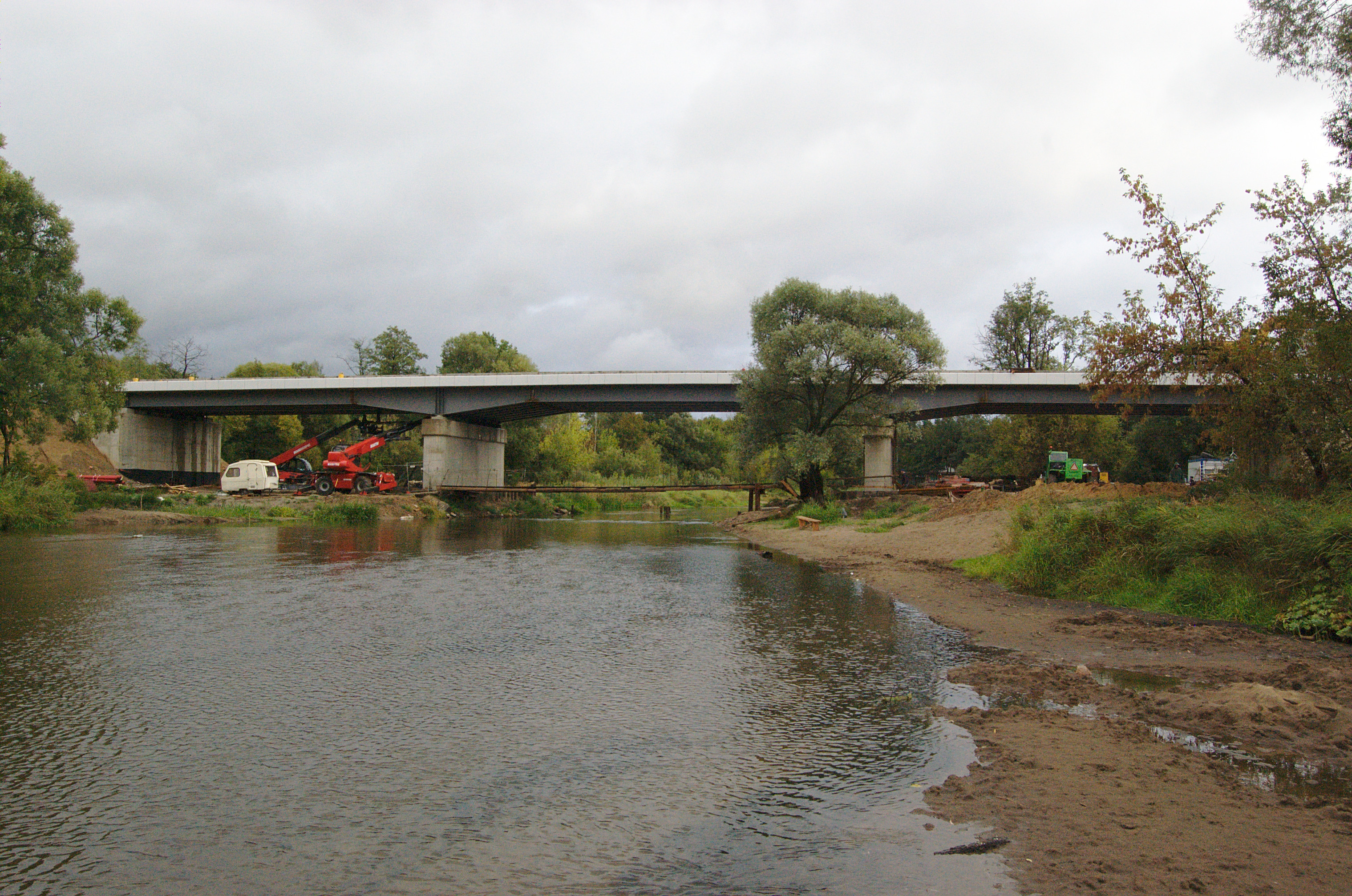
Budowa mostu kolejowego (2015)
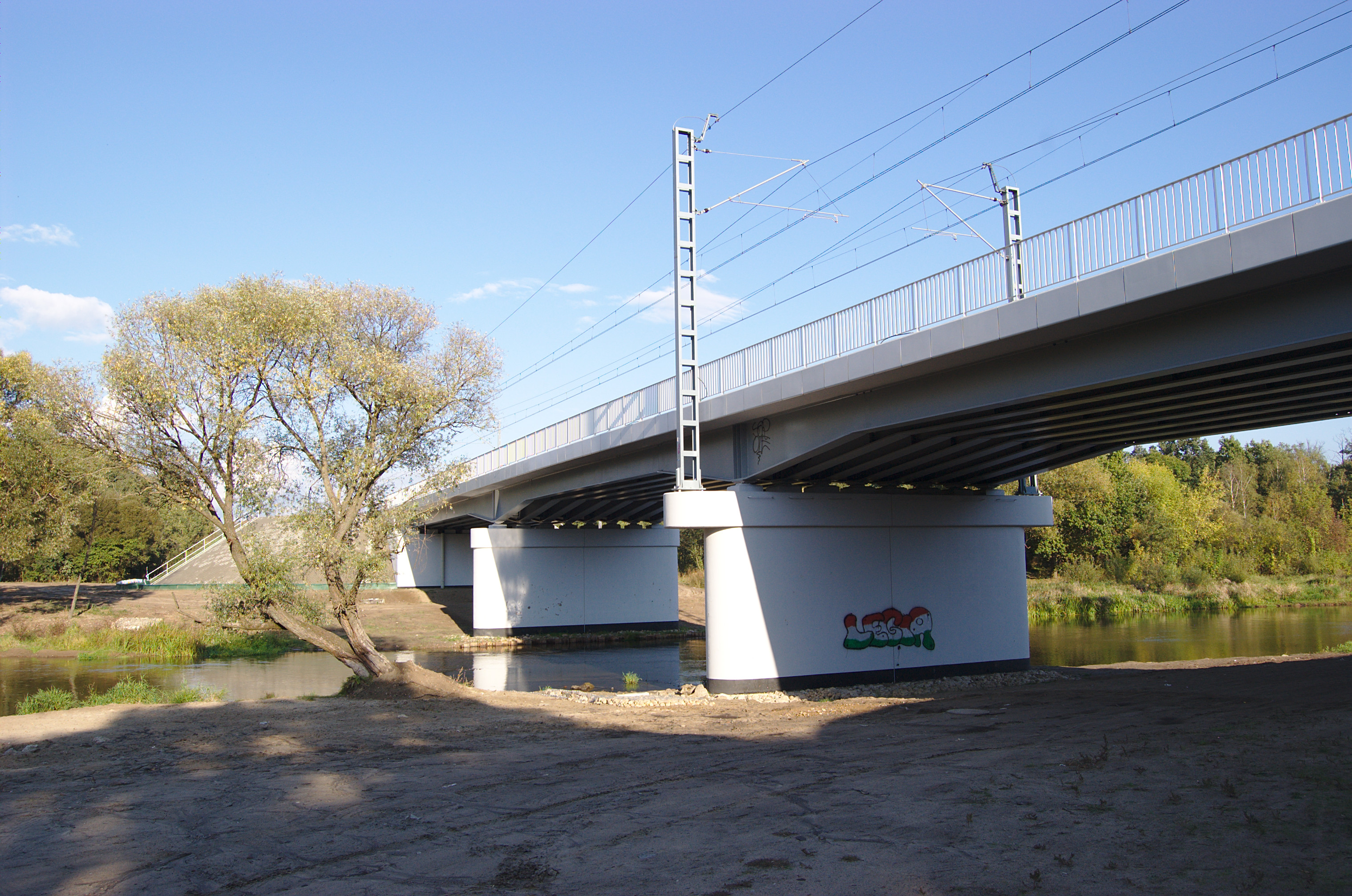
Nowy most kolejowy na Liwcu